# Kobresia pusilla
Kobresia pusilla är en halvgräsart som beskrevs av N.A. Ivanova. Kobresia pusilla ingår i släktet sävstarrar, och familjen halvgräs. Inga underarter finns listade i Catalogue of Life.